# Jean Chevrier
Pour les articles homonymes, voir Chevrier (homonymie).
Jean Chevrier, né le 26 avril 1915 à Paris 18e et mort le 13 décembre 1975 à Paris 8e, est un acteur français.

## Biographie
Jean Chevrier fut l'élève au conservatoire de Mme Dussane. Très séduisant, Jean Chevrier accepta souvent au cinéma des rôles où il portait l'uniforme d'officier. Il eut une belle et abondante carrière théâtrale notamment à la Comédie-Française où il entra en 1942, déjà célèbre grâce au film Trois de Saint-Cyr. Formé par Maurice Escande, il en devint sociétaire en 1945. Parti en 1946, il y revint en 1948 jusqu'en 1953, où son Alceste (Le Misanthrope) et son Thésée (Phèdre) reçurent les louanges de la critique. Il joua au théâtre de grands rôles classiques et fut de la création du Soulier de satin de Claudel pendant l'Occupation. Il reprit avec succès les rôles d'Olivier dans Renaud et Armide de Cocteau et de Coelho dans La Reine morte de Montherlant. Au cinéma, il fut le partenaire d'actrices célèbres, comme Ginette Leclerc, Micheline Presle, Edwige Feuillère, Suzy Delair, Odette Joyeux, Renée Saint-Cyr, Renée Devillers ou encore Michèle Morgan. Il épousa en 1953 l'actrice Marie Bell, de quinze ans son aînée. Il a été l'amant discret, mais notoire de l'acteur, chanteur et romancier Jean-Claude Pascal .
Son rôle de Jean Valjean à la télévision française (RTF) en 1963 fut remarqué.
Il est inhumé au cimetière de Monaco aux côtés de son épouse.

## Filmographie

### Cinéma
- 1937 : J'accuse d'Abel Gance
- 1937 : Mademoiselle ma mère de Henri Decoin : un gigolo
- 1937 : Liberté de Jean Kemm
- 1939 : Trois de Saint-Cyr de Jean-Paul Paulin : Pierre Mercier
- 1939 : Grand-père de Robert Péguy: Gérard Bréval
- 1940 : L'Émigrante de Léo Joannon : François Champart
- 1940 : Descendons l'avenue de la Grande Armée de Max Joly - court métrage
- 1941 : La Prière aux étoiles de Marcel Pagnol : Dominique de Ravel - Film resté inachevé.
- 1941 : Le Dernier des six de Georges Lacombe : Perlonjour
- 1942 : Andorra ou les hommes d'airain de Émile Couzinet : Angelo Xiriball
- 1942 : L'assassin a peur la nuit de Jean Delannoy : Olivier Rol
- 1943 : La Grande Marnière de Jean de Marguenat : Pascal Carvajan
- 1943 : La Sévillane de André Hugon : Rafaelito
- 1943 : Tornavara de Jean Dréville : Gérard Morhange
- 1943 : La Cavalcade des heures de Yvan Noé : le condamné
- 1945 : L'ange qu'on m'a donné de Jean Choux : François
- 1945 : Falbalas de Jacques Becker : Daniel Rousseau
- 1946 : Messieurs Ludovic de Jean-Paul Le Chanois : Ludovic Mareuil
- 1947 : Le Mystérieux Monsieur Sylvain de Jean Stelli : Chantenay
- 1947 : Le diable souffle de Edmond T. Gréville : Diego
- 1948 : Le Maître de forges de Fernand Rivers : Philippe Derblay
- 1948 : La Voix du rêve de Jean-Paul Paulin : le docteur Rameau
- 1948 : Aux yeux du souvenir de Jean Delannoy : le commandant Pierre Aubry
- 1948 : Au cœur de l'orage de Jean-Paul Le Chanois - documentaire : le narrateur
- 1949 : Le Droit de l'enfant de Jacques Daroy : Jacques Herbelin
- 1949 : L'Escadron blanc de René Chanas : Marsay
- 1950 : Fra Diavolo (Donne i briganti) de Mario Soldati : le général Hugo
- 1951 : Messaline (Messalina) de Carmine Gallone : Valerio / Valerius Asiaticus
- 1952 : Je l'ai été trois fois de Sacha Guitry : apparition
- 1952 : Les Dents longues de Daniel Gélin : Walter
- 1952 : La Maison dans la dune de Georges Lampin : Lourges
- 1953 : Horizons sans fin de Jean Dréville : André Danet
- 1954 : Si Versailles m'était conté... de Sacha Guitry : Turenne
- 1954 : Le Grand pavois de Jack Pinoteau : Lt. Jean Favrel
- 1954 : Voiturier du Mont Cénis (Il Vetturale del Moncenisio) de Guido Brignone
- 1955 : Le Couteau sous la gorge de Jacques Séverac : Paco le Maltais
- 1955 : Napoléon de Sacha Guitry : le général Duroc
- 1955 : Les Hommes en blanc, de Ralph Habib : Dr. Legendre
- 1956 : Ce soir les jupons volent de Dimitri Kirsanoff : Pierre Roussel
- 1960 : Le Gigolo de Jacques Deray : le docteur Dampier
- 1961 : Les Vierges de Rome (Le vergini di Roma) de Carlo Ludovico Bragaglia et Vittorio Cottafavi : Porsenna, chef des Étrusques
- 1963 : Le Captif de Maurice Labro : Hamelin
- 1968 : Phèdre de Pierre Jourdan : Théramène

### Télévision
- 1958 : En votre âme et conscience :  Le procès du docteur Castaing de Claude Barma
- 1958 : En votre âme et conscience :  Le Troisième Accusé ou l'Affaire Gayet de Claude Barma
- 1958 : En votre âme et conscience :  L'Affaire de Villemomble de Claude Barma
- 1959 : Les Trois Mousquetaires de Claude Barma : Athos
- 1959 : En votre âme et conscience :  L'Affaire Troppmann ou « les Ruines de Herrenfluh » de Claude Barma
- 1961 : Le Théâtre de la jeunesse : Cosette d'après Les Misérables de Victor Hugo, réalisation Alain Boudet : Jean Valjean
- 1962 : Le Théâtre de la jeunesse : Gavroche d'après Les Misérables de Victor Hugo, réalisation Alain Boudet : Jean Valjean
- 1963 : Le Théâtre de la jeunesse : Jean Valjean d'après Les Misérables de Victor Hugo, réalisation Alain Boudet : Jean Valjean
- 1964 : Le Théâtre de la jeunesse : David Copperfield de Marcel Cravenne : Mr. Peggoty
- 1965 : Ésope
- 1967 : Malican père et fils : Revel
- 1969 : D'Artagnan de Claude Barma : M. de Tréville
- 1970 : Lancelot du lac de Claude Santelli : le roi Ba
- 1971 : Au théâtre ce soir : La Voyante d'André Roussin, mise en scène de l'auteur, réalisation Pierre Sabbagh, Théâtre Marigny
- 1971 : Au théâtre ce soir : La Collection Dressen de Harry Kurnitz, adaptation Marc-Gilbert Sauvajon, mise en scène Jacques-Henry Duval, réalisation Pierre Sabbagh, Théâtre Marigny
- 1972 : La Tragédie de Vérone
- 1972 : Les Rois maudits : Gaucher de Châtillon

## Théâtre
- 1937 : Altitude 3200 de Julien Luchaire, mise en scène Raymond Rouleau, Théâtre de l'Étoile
- 1942 : Hamlet de William Shakespeare, mise en scène Charles Granval, Comédie-Française
- 1942 : Bérénice de Jean Racine, Comédie-Française : Titus (26 fois de 1942 à 1950)
- 1943 : Suréna de Corneille, mise en scène Maurice Escande, Comédie-Française
- 1943 : La Reine morte d'Henry de Montherlant, mise en scène Pierre Dux, Comédie-Française
- 1943 : Iphigénie à Delphes de Gerhart Hauptmann, mise en scène Pierre Bertin, Comédie-Française
- 1943 : Renaud et Armide de Jean Cocteau, mise en scène de l'auteur, Comédie-Française
- 1943 : Courteline au travail de Sacha Guitry, Comédie-Française
- 1943 : Le Soulier de satin de Paul Claudel, mise en scène Jean-Louis Barrault, Comédie-Française
- 1944 : Horace de Corneille, mise en scène Mary Marquet, Comédie-Française
- 1944 : Esther de Racine, mise en scène Georges Le Roy, Comédie-Française
- 1944 : Ruy Blas de Victor Hugo, mise en scène Pierre Dux, Comédie-Française
- 1945 : Antoine et Cléopâtre de William Shakespeare, mise en scène Jean-Louis Barrault, Comédie-Française
- 1945 : Miss Ba de Rudolf Besier, Théâtre des Célestins
- 1946 : Roméo et Jeannette de Jean Anouilh, mise en scène André Barsacq, Théâtre de l'Atelier
- 1946 : Un homme sans amour de Paul Vialar, mise en scène Fernand Ledoux, Théâtre de l'Apollo
- 1947 : Thérèse Raquin d'Émile Zola, mise en scène Jean Meyer, Théâtre des Célestins
- 1947 : Rue des anges de Patrick Hamilton, adaptation Louis Verneuil, mise en scène Raymond Rouleau, Théâtre de Paris
- 1947 : Phèdre de Racine, mise en scène Jean-Louis Barrault, Théâtre des Célestins
- 1949 : Suréna de Corneille, mise en scène Maurice Escande, Comédie-Française
- 1950 : L'Arlésienne d'Alphonse Daudet, mise en scène Julien Bertheau, Comédie-Française au Théâtre de l'Odéon
- 1951 : Le Soulier de satin de Paul Claudel, mise en scène Jean-Louis Barrault, Théâtre des Célestins
- 1952 : Britannicus de Racine, mise en scène Jean Marais, Comédie-Française, rôle de Burrhus
- 1952 : Antoine et Cléopâtre de William Shakespeare, mise en scène Jean-Louis Barrault, Théâtre des Célestins
- 1952 : Duo de Paul Géraldy, mise en scène Pierre Dux, Comédie-Française
- 1953 : Bérénice de Racine, mise en scène Julien Bertheau, Théâtre des Célestins
- 1953 : Britannicus de Racine, mise en scène Jean Marais, Comédie-Française
- 1955 : Judas de Marcel Pagnol, mise en scène Pierre Valde, Théâtre de Paris
- 1956 : Bérénice de Racine, mise en scène Jean-Louis Barrault, Théâtre des Célestins
- 1956 : L'Ombre de Julien Green, mise en scène Jean Meyer, Théâtre Antoine
- 1958 : Les Murs de Palata d'Henri Viard, mise en scène Georges Douking, Théâtre du Vieux-Colombier
- 1959 : La Collection Dressen de Harry Kurnitz, adaptation Marc-Gilbert Sauvajon, mise en scène Jean Wall, Théâtre de la Madeleine
- 1960 : Bérénice de Jean Racine, mise en scène André Barsacq, Théâtre du Gymnase
- 1961 : Adieu prudence de Leslie Stevens, adaptation Pierre Barillet et Jean-Pierre Grédy, mise en scène Jacques Mauclair, avec Sophie Desmarets, Théâtre du Gymnase
- 1965 : Les Enchaînés d'Eugene O'Neill, mise en scène Jorge Lavelli, Théâtre Récamier
- 1965 : Le Deuxième Coup de feu de Robert Thomas d'après Ladislas Fodor, mise en scène Pierre Dux, Théâtre Édouard VII